# Szu–29
A Szu–29 egy kétüléses műrepülőgép, amelyet az oroszországi Szuhoj-tervezőiroda a Szu–26 bázisán fejlesztett ki. A repülőgépet elsősorban  műrepülő-oktatásra használják, de műrepülésre és kiképzésre is alkalmas.

## Története
A repülőgép a Szu–26M műrepülőgép kétülésesre átalakított változata. Tervezése 1990-ben kezdődött el. 1991-ben négy prototípus építését kezdték el, ezek közül kettőt a földi statikai próbákhoz, kettőt pedig a berepülési programokhoz használtak fel. A gép prototípusával 1991. augusztus 9-én hajtotta végre az első felszállást Jevgenyij Frolov berepülőpilóta, az első széria-példány pedig 1992 májusában repült. 1994-ben a Zvezda Tudományos Termelési Egyesülés elkészítette a repülőgép SZKSZ–94 katapultüléssel felszerelt Szu–29KSZ típusjelzésű kísérleti változatát. A katapultüléssel ellátott sorozatgyártású változat a Szu–29M típusjelzést kapta. A Szu–29 alaptípus PNL–91 típusú ejtőernyővel   rendelkezik.
A típusból több mint 60 példány készült, Oroszországon kívül többek között Ausztráliában, Dél-Afrikában, az Egyesült Államokban és Nagy-Britanniában is üzemel. 1997-ben Argentína a légiereje számára vásárolt 7 db Szu–29M változatot. Ezeket a gépeket német gyártmányú légcsavarral, amerikai avionikával és főfutó-kerekekkel szerelték fel és ellátták GPS-vevővel is. Az argentin légierő számára 1999-ig szállították le a gépeket.

## Szerkezeti kialakítása és műszaki jellemzői
A repülőgép szerkezeti kialakítása nagyrészt megegyezik a Szu–26-éval. Szerkezeti elemeinek 60%-a kompozit műanyagból készült, így a kétüléses kialakítás miatti méretnövekedés ellenére is a Szu–26-énál csak 50 kg-mal nagyobb a gép üres tömege. Motorja megegyezik a Szu–26-on is alkalmazott Vegyenyejev M–14P típusú kilenchengeres csillagmotorral.

## Típusváltozatok
- Szu–29KSZ – katapultüléssel felszerelt kísérleti változat
- Szu–29M – SZKSZ–94 katapultüléssel felszerelt sorozatgyártású változat

## Műszaki adatok

### Méretek és tömegadatok
- Hossz: 7,29 m
- Fesztáv: 8,20 m
- Magasság: 2,9 m
- Szárnyfelület: 12,20 m²
- Üres tömeg: 790 kg
- Felszálló tömeg: 884 kg
- Maximális felszálló tömeg: 1220 kg

### Motor
- Típusa: Vegyenyejev M–14P
- Száma: 1 db
- Teljesítménye: 266 kW (360 LE)

### Repülési adatok
- Megengedett legnagyobb sebesség: 440 km/h
- Legnagyobb sebesség: 325 km/h
- Emelkedőképesség: 16 m/s
- Hatótávolság: 1200 km
- Szolgálati csúcsmagasság: 4000 m
- Legnagyobb megengedett túlterhelés: 12 g

## Lásd még
- Szu–38

## Külső hivatkozások
- A Szu–26, Szu–29 és Szu–31 a gyártó honlapján Archiválva 2013. január 12-i dátummal a Wayback Machine-ben
- A gyártó Szuhoj honlapja (angol)